# BELIEVE ME (小坂由美子歌曲)
《BELIEVE ME》是日本女性歌手小坂由美子的第4張單曲。1993年3月21日由King Records發行。

## 解說
表題曲「BELIEVE ME」是1993年4月至1994年3月由朝日放送製作、朝日電視網播出的電視動畫《GS美神》選用的片尾主題曲。規格是採8cmCD的方式發行。後來與B面歌曲「D」都在1995年7月21日發行的同名動畫CD原聲帶《GS美神 Gorgeous Songs》收錄，2005年1月26日以精選專輯形式再發盤。

## 收錄歌曲
1. BELIEVE ME [4:03]
  - 作詞：有森聰美（日语：有森聡美），作曲：西岡治彥（日语：西岡治彦），編曲：岩本正樹（日语：岩本正樹）
  - 朝日放送製作、朝日電視網電視動畫《GS美神》片尾主題曲
2. D [4:21]
作詞：淺田有理（日语：浅田有理），作曲：小坂由美子，編曲：古川龍也（日语：古川竜也）
3. BELIEVE ME（Off Vocal Version）